# Бордюжа, Николай Николаевич
Никола́й Никола́евич Бордю́жа (род. 20 октября 1949, Орёл) — российский военный и государственный деятель. Генерал-полковник. Секретарь Совета Безопасности России в 1998—1999 годах, руководитель Администрации президента России в 1998—1999 годах, генеральный секретарь ОДКБ в 2003—2016 годах.

## Биография

### Образование
- 1967 год — окончил школу № 28 г. Кирова.
- 1972 год — окончил Пермское высшее командно-инженерное училище.
- 1976 год — окончил Высшие курсы военной контрразведки КГБ СССР в Новосибирске.
- 1995 год — окончил Высшие курсы при Военной академии Генерального штаба Вооружённых Сил Российской Федерации.
- 1999 год — окончил Высшие дипломатические курсы при Дипломатической академии МИД России.

### Карьера
Проходил службу в РВСН в должностях начальника расчёта, старшего оператора.
С 1976 года — оперуполномоченный, старший оперуполномоченный особого отдела, инструктор парткома, заместитель начальника особого отдела КГБ СССР.
- В 1989—1991 годах — начальник отдела Управления кадров КГБ СССР.
- С мая по декабрь 1991 года — первый заместитель начальника 8-го главного управления КГБ СССР.
- С января по июнь 1992 года — первый заместитель начальника управления по работе с личным составом Федерального агентства правительственной связи и информации при Президенте РФ (ФАПСИ).
- С июнь 1992 по декабрь 1994 года — заместитель командующего Пограничными войсками Российской Федерации по кадрам.
- С декабря 1994 по апрель 1995 года — заместитель главнокомандующего Пограничными войсками по кадрам.
- С апрель 1995 по январь 1998 года — заместитель директора Федеральной пограничной службы Российской Федерации по боевой подготовке, воспитательной работе и учебным заведениям.
- С 26 января 1998 по 14 сентября 1998 года — директор ФПС России[1][2].
- С 14 сентября 1998 по 19 марта 1999 года — секретарь Совета безопасности РФ[2][3].
- С 7 декабря 1998 по 19 марта 1999 года — руководитель Администрации президента России с сохранением поста секретаря Совета безопасности РФ (уникальный случай). По данным многих СМИ, в этот период фигурировал в списке возможных преемников Б. Н. Ельцина[4][5].
- С 15 апреля по 27 мая 1999 года — председатель Государственного таможенного комитета Российской Федерации[6][7].
- С июля по декабрь 1999 года — посол по особым поручениям МИД России.
- С 21 декабря 1999 по 16 апреля 2003 года — чрезвычайный и полномочный посол Российской Федерации в Дании[8][9].
- С 28 апреля 2003 по 31 декабря 2016 года — генеральный секретарь Организации договора о коллективной безопасности — военной организации стран СНГ[10].

С 2014 года по настоящее время — председатель исполнительного комитета Ассоциации содействия развитию аналитического потенциала личности, общества и государства «Аналитика».
С 2018 года по настоящее время — председатель Координационного совета Евразийского информационно-аналитического консорциума.
В 2021 году присвоено звание почётного профессора Орловского государственного университета им. И. С. Тургенева.

## Награды
- Орден «За заслуги перед Отечеством» III степени (14 августа 2014) — за большой вклад в укрепление международного авторитета Российской Федерации и многолетнюю плодотворную государственную деятельность[14]
- Орден «За заслуги перед Отечеством» IV степени (12 июня 2007) — за укрепление мира, дружбы и сотрудничества между народами[15]
- Орден Александра Невского (20 марта 2017) — за заслуги в укреплении мира, дружбы и сотрудничества между народами, большой вклад в развитие системы коллективной безопасности[16]
- Орден Мужества
- Орден Дружбы (17 января 2005) — за большой вклад в укрепление международного сотрудничества и многолетнюю безупречную службу[17]
- Медаль «За отличие в охране государственной границы» (11 апреля 1994 года) — за умелую организацию и безупречное несение службы по охране государственных границ Российской Федерации[18]
- Почётный работник Министерства иностранных дел Российской Федерации (26 января 2017)[19]

Иностранные награды:
- Орден Дружбы народов (Белоруссия, 7 августа 2007) — за большой личный вклад в формирование и совершенствование системы коллективной безопасности, укрепление мира, дружеских отношений и сотрудничества между государствами — членами Организации Договора о коллективной безопасности[20]
- Медаль «За отличие в охране государственной границы» (Белоруссия, 20 мая 1998) — за активную помощь пограничным войскам Республики Беларусь в их работе по охране государственной границы[21]
- Орден «Достык» II степени (Казахстан)
- Орден «Данакер» (Кыргызстан, 18 мая 2007) — за вклад в формирование и совершенствование системы коллективной безопасности государств-членов Организации Договора о коллективной безопасности[22][23]
- Орден Почёта (Армения, 24 ноября 2009)[24]
- Медаль Признательности[арм.] (Армения, 23 января 2016) — за вклад в создание Национального исследовательского университета обороны Министерства обороны Республики Армения[25]
- Медаль «За укрепление сотрудничества» (Полиция Армении, 2007)[26]

Награды общественных и международных организаций
- Грамота Содружества Независимых Государств (Совет глав государств СНГ, 3 сентября 2011) — за активную работу по укреплению и развитию Содружества Независимых Государств[27]

## Воинское звание
- Генерал-лейтенант (30 марта 1994)
- Генерал-полковник (27 мая 1995)

## Дипломатический ранг
- Чрезвычайный и полномочный посол (20 октября 2009)[28]